# European Journal of Archaeology
European Journal of Archaeology és una revista acadèmica internacional, revisada per experts, de l'Associació Europea d'Arqueòlegs. Des de 2017, ha estat publicat per Cambridge University Press.
La revista publica investigacions arqueològiques principalment d'àmbit europeu. És una publicació que conté articles d'accés obert.

## Editors
Aquestes són les persones que han estat editores de la revista:
- John Chapman (1998-2001)[2]
- Mark Pearce (2002-2004)[3]
- Alan Saville (2004-2010)[3]
- Robin Skeates (2011-2019)[3][3]
- Catherine Frieman (Editor adjunt 2015-2018; Editor 2019-)[1]
- Zena Kamash (Editor adjunt 2019-)[1]